# Doğrugöz, Akşehir
Doğrugöz là một thị trấn thuộc huyện Akşehir, tỉnh Konya, Thổ Nhĩ Kỳ. Dân số thời điểm năm 2011 là 4.066 người.